# Fyra krumelurer
Bokförlaget Fyra krumelurer, är ett Göteborgsbaserat bokförlag som framför allt ägnat sig åt att publicera poesi men därtill publicerat ett fåtal antika verk. Verksamhetens utgivning koncentreras idag helt kring e-media. Bland publicerade poeter kan nämnas Laila Aybar (Vem du än tror på, 1994), Björn Gustavsson (Som ännu lyser grönt, 2002), Bill Larsson (Kyss mig baklänges, 2002), Hanna Olsson (Vid dina nyckelben, 2002), Emma Håkansson (Drömdimma & sockertimma, 2003) och Marianne Panther (Blomknoppspoesi, 2004). Bland publicerade antika författare i översättning kan nämnas den grekiske författaren Lukianos, cirka 120-180 e. Kr. (Om Peregrinus död, 2006) och Theofrastos, 370-285 f. Kr., Aristoteles lärjunge och arvtagare (Karaktärer 2006).     
Förlaget grundades 1994 av Anders Dahlgren, född i Karlstad 1957.